# Gary McSheffrey
Gary McSheffrey (ur. 13 sierpnia 1982 w Coventry) – piłkarz angielski grający na pozycji napastnika lub lewego pomocnika.

## Kariera
McSheffrey zaczynał karierę w Coventry City i był powoływany do angielskiej młodzieżówki. Gdy w lutym 1997 wszedł na boisko podczas meczu z Aston Villą (4:1) miał 16 lat i 198 dni. Później jednak był wypożyczany do Stockport County i Luton Town. Wrócił do Coventry w 2004 roku i w pierwszym sezonie w Football League Championship strzelił 12 goli, a rok później 15. Wypatrzyli go wtedy działacze Birmingham City i nie wahali się wydać na niego 4 mln funtów. W sezonie 2006/07 biorąc pod uwagę wszystkie rozgrywki strzelił 17 bramek, raz popisując się hat-trickiem.
1 lipca 2010 po wygaśnięciu kontraktu z Birmingham City, powrócił do Coventry City.